# 温斯顿·本内特
温斯顿·乔治·本内特三世（英語：Winston George Bennett III，1965年2月9日—），美国NBA联盟前职业篮球运动员。他在1988年的NBA选秀中第3轮第64顺位被克里夫兰骑士选中。现为中部大陆大学男子篮球队主教练。